# Pomník Jana Husa (Chrudim)
Bronzový pomník s postavou mistra Jana Husa od akademického sochaře Josefa Mařatky z roku 1928 se nalézá za kostelem Nanebevzetí Panny Marie, v parkově upraveném prostředí Žížkova náměstí v okresním městě Chrudim. Pomník je od roku 1958 chráněn jako nemovitá kulturní památka ČR.

## Historie
Idea vybudování pomníku Mistra Jana Husa se objevila v Chrudimi před první světovou válkou a významnou úlohu zde sehrál Karel Pippich. V roce 1913 představil sochař Ladislav Šaloun sádrový model pomníku, ale jeho realizaci zabránila první světová válka.
Po roce 1919 navázal na předchozí záměr Spolek pro zbudování památníku M. J. Husi v Chrudimi (1925), který zajistil finanční prostředky a realizaci. 
Bronzový pomník byl slavnostně odhalen 6. července 1930. Architektonická úprava pomníku a jeho okolí pocházela původně od architekta Josefa Gočára, dnešní podoba pomníku a jeho okolí je však již zcela jiná. 

## Popis
Bronzová socha mistra Jana Husa stojí v parku na dvou žulových schodech. Před sochou je menší prostranství s kamennými zídkami po stranách.
Na schodech stojí mramorový podstavec sestavený ze tří kusů leštěného mramoru. Na prostředním díle je vytesán zlacený nápis Mistr Jan Hus.
Na mramorovém podstavci stojí bronzová socha Mistra Jana Husa oděného v dlouhý plášť s hlavou hledící vzhůru a držícího v rukou knihu.

## Fotogalerie

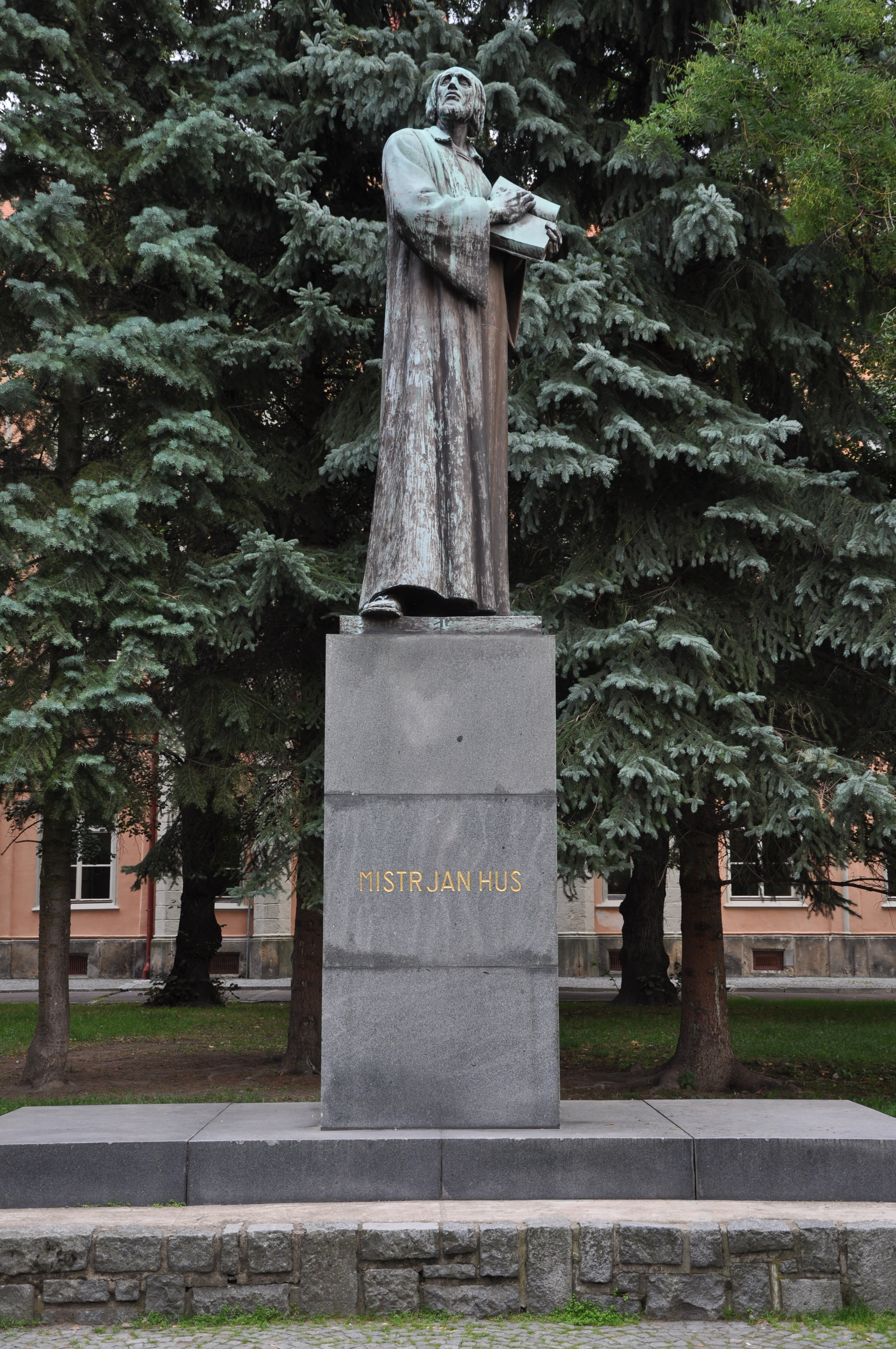
socha mistra Jana Husa v Chrudimi
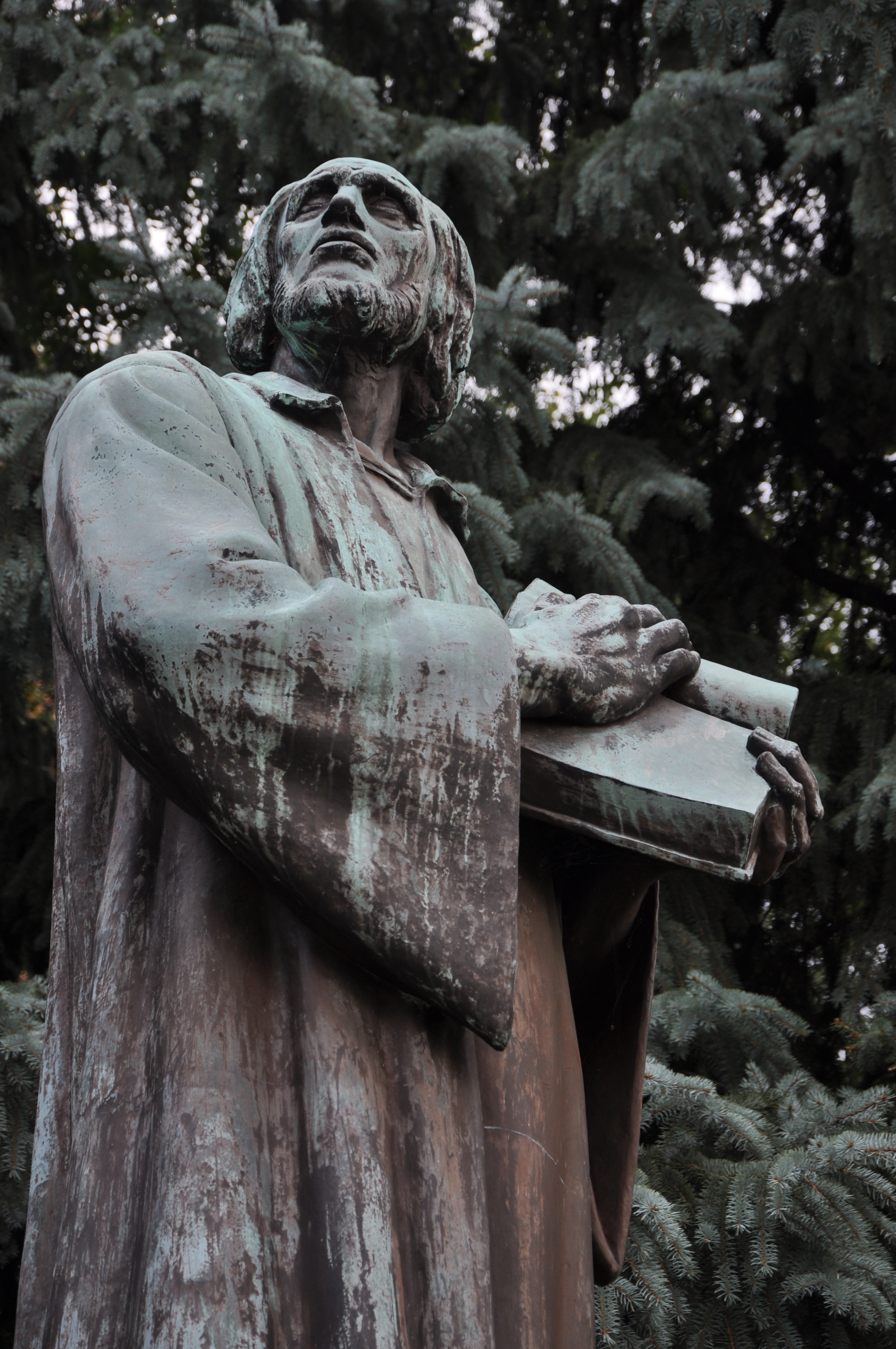
detail sochy mistra Jana Husa v Chrudimi